# Stanley Robinson
Pour les articles homonymes, voir Robinson.
Stanley Earl Robinson, né le 14 juillet 1988 à Birmingham en Alabama et mort le 21 juillet 2020 dans la même ville, est un joueur américain de basket-ball. Il évolue au poste d'ailier.